# Stockdividend
Een stockdividend is een dividend dat in aandelen wordt uitgekeerd in plaats van in contanten. Een onderneming kan hiertoe overgaan als ze nog aandelen in reserve heeft. In de praktijk laat men de individuele aandeelhouder meestal kiezen hoe men het dividend wenst te ontvangen. In dat geval spreekt men over een keuzedividend, aangezien de aandeelhouder de keuze heeft tussen een uitkering in contanten of in bijkomende aandelen.

## Werking
Na de aankondiging van het stockdividend kan de aandeelhouder de dividendbewijzen inwisselen tegen nieuwe aandelen, of hij kan ze op de beurs verkopen. Verkopen op de beurs brengt over het algemeen kosten met zich mee.
Kiest de aandeelhouder voor nieuwe aandelen, dan vergroot hij zijn aandelenbezit. Als het bedrijf in de toekomst evenveel dividend per aandeel blijft uitkeren, dan nemen de toekomstige dividendinkomsten toe, omdat het aantal aandelen is toegenomen.
Stel dat een onderneming een stockdividend uitkeert van 10%. Als de aandeelhouder 83 aandelen in bezit heeft, krijgt hij 83 dividendbewijzen met elk een waarde van eentiende van de koers van het aandeel. Omdat het aantal aandelen vaak een geheel getal moet zijn, kan hij dan 8 extra aandelen krijgen terwijl 3 dividendbewijzen in geld uitgekeerd worden, of 9 extra aandelen krijgen tegen betaling van de waarde van 7 dividendbewijzen.

## Voordeel voor beleggers
Vóór de invoering van de Wet inkomstenbelasting 2001 was onder bepaalde voorwaarden stockdividend in Nederland onbelast. Nu vindt in box 3 heffing plaats op een forfaitair rendement op het vermogen, ongeacht de aard en grootte van een eventuele dividenduitkering, en wordt de dividendbelasting (die ook over stockdividend verschuldigd is) als voorheffing verrekend. Hierdoor heeft stockdividend weinig voordelen meer.
In Nederland komen keuzedividenden wel nog vaak voor. Wanneer een belegger kiest voor een dividend in aandelen, dan betaalt deze geen Nederlandse bronheffing op de uitgekeerde aandelen. Dit is op voorwaarde dat ze worden uitgekeerd vanuit de agioreserve. Daarom zijn er Nederlandse bedrijven zoals Aegon en Philips die jaarlijks een keuzedividend voorstellen.

## Voordeel voor bedrijven
Voor het bedrijf heeft het stockdividend als voordeel dat er geen liquide middelen aan de aandeelhouders wordt uitgekeerd. Het dividend wordt omgezet in nieuwe aandelen waardoor het eigen vermogen van de onderneming gelijk blijft en het niet-uitgekeerde geld kan worden gebruikt voor de financiering van de activiteiten.